# Dancing Barefoot
Singles par Patti Smith
Frederick
(1979) So You Want to Be a Rock 'n' Roll Star
(1979)
Dancing Barefoot est une chanson du Patti Smith Group extraite de leur album Wave, sorti sur le label Arista Records en mai  1979.
La chanson est également sortie en single (sur le label Arista Records, aussi en mai 1979). Elle n'est pas entrée dans les charts américains.
En 2004, Rolling Stone a classé cette chanson, dans la version originale du Patti Smith Group, 323e sur sa liste des « 500 plus grandes chansons de tous les temps ». (En 2010, le magazine rock américain a mis à jour sa liste, maintenant la chanson est 331e.)

## Composition
La chanson a été écrite par Patti Smith et Ivan Kral. L'enregistrement du Patti Smith Group a été produit par Todd Rundgren.